# Денисенко Віталій Іванович
Віталій Іванович Денисе́нко (нар. 24 липня 1955, Більмачівка) — український театральний режисер.

## Біографія
Народився 24 липня 1955 року в селі Більмачівці (нині Прилуцький район Чернігівської області, Україна). 1960 року його сім'я переїхала до Запоріжжя. У 1978 році закінчив Дніпропетровське театральне училище зі спеціальності «Актор драматичного театру» і протягом 1978—1981 років працював актором Запорізького українського музично-драматичного театру імені Миколи Щорса.
У 1981—1986 роках навчався у Київському інституті театрального мистецтва, був учнем Володимира Судьїна. Здобув спеціальність «режисера драми». У 1986—1988 роках — режисер-постановник, у 1988—2005 роках — головний режисер Запорізького театру юного глядача. У 2005—2008 — художній керівник Запорізького академічного обласного українського музично-драматичного театру імені Володимира Магара.
З 2009 року, як «вільний художник», ставив вистави у театрах Запоріжжя, Дніпропетровська, Дніпродзержинська, Ніжина, Луцька, Рівного, Чернівців, Івано-Франківська та інших міст. З 2014 року працював викладачем, а згодом художнім керівником акторського курсу Дніпропетровського театрально-художнього коледжу. З січня 2017 року — директор-художній керівник Дніпропетровського академічного обласного українського молодіжного театру.

## Постановки
- «Королівський особняк» Ярослава Верещака (1987);
- «Езоп» Гільєрме Фігейредо (1988);
- «Діалоги з Електрою» за Софоклом (1988);
- «Мауглі» за мотивами Редьярда Кіплінга;
- «Звичайне диво» Євгена Шварца;
- «Блез» Клода Маньє (1990);
- «Панночка» за творами Миколи Гоголя (1991);
- «Добрі наміри» Антона Чехова;
- «Ієрма» Федеріко Гарсія Лорки;
- «Прибуткове місце» Олександра Островського;
- «Гуляє Гуляй-Поле» Анатолія Сердюка (1998);
- «Ревізор» Миколи Гоголя;
- «Пат, або Гра королів» Павла Когоута (2004);
- «Сміх лангусти» Джона Марелла (2006);
- «Любов на Зарічній вулиці» за мотивами кіносценарію «Весна на Зарічній вулиці» (2006);
- «Без вини винні» Олександра Островського (2007).
- «Фіалка Монмартра» Імре Кальмана (2007);
- «Шерше ля фам!..» за п'єсою «Блез» Клода Маньє (2008).

## Відзнаки
- Переможець республіканського фестивалю мистецтв «Молоді голоси» (1985)[2];
- Перша премія Всесоюзного фестивалю у Москві (1987, за виставу «Королівський особняк»);
- Перша премія Республіканського огляду малих сцен (1988, за виставу «Езоп»);
- Перша премія Республіканського огляду-конкурсу (1990, за виставу «Блез»);
- Лауреат фестивалю-огляду «Театральне Придніпров'я — 91»[2];
- Перша премія театрального фестивалю «Добрий театр» (1992, за виставу «Блез»);
- Заслужений діяч мистецтв України з 1992 року;
- Перша премія Міжнародного театрального фестивалю «Добрий театр-2006» (Енергодар)[2];
- Лауреат фестивалю «Січеславна — 2007»[2].